# Бекан, Мартин
Марти́н Бека́н (лат. Martinus Becanus; нидерл. Martin van der Beck, Verbeke; 6 января 1563, Хилваренбек, Северный Брабант — 24 января 1624, Вена) — нидерландский и немецкий богослов, иезуит, католический священник, философ, писатель и полемист.

## Биография
Мартин родился на юге Нидерландов в Хилваренбеке.Настоящая фамилия Мартина — Схеллекенс (нидерл. Schellekens). Фамилию «Бекан» Мартин взял по названию родового имения. Он учился в иезуитской коллегии в Кёльне, где в 1583 году получил степень магистра философии, в этом же году вступил в Орден Иезуитов. В 1590—1593 годах Бекан преподавал философию в Кёльне, а затем богословие в Вюрцбурге, Майнце и Вене. В 1613—1619 годах Бекан заведовал кафедрой богословия в Венском университете. С 1620 года до 1623 года Бекан был духовником императора Фердинанда II. Бекан посоветовал императору терпимо относится к Аугсбургскому исповедованию в Австрии.
Бекан известен прежде всего своей полемикой с протестантами: с кальвинистами и англиканами. Бекан последовательно придерживался позиции Рима и иезуита кардинала Беллармина. Известны и догматические работы Бекана, например, «Theologiae scholasticae» («Схоластическое богословие» Майнц 1612 год), который представляет собой сжатый комментарий испанского богослова Франсиско Суареса к трудам Фомы Аквинского. Бекан издал в 1612 году, в Майнце полемическое сочинение «Controversia anglicana de potestate regis et pontificis» («Спор с англиканами о королевской власти и власти понтифика»), которое цензура был посчитало догматически неверным в отношении папской власти, после чего оно попало в Индекс запрещенных книг; в 1613 году Бекан издал новый, исправленный вариант своей книги. Труды Бекана в пересказанном виде стали одним из источников сочинения митрополита Рязанского Стефана (Яворского) «Камень веры». Всего Бекан написал около 50 сочинений.

## Труды
- Enchiridion variarum disputationum quae in academia Moguntina contra calvinistas propositae sunt. Mainz, 1606 («Собрание различных рассуждений против кальвинистов, предложенных в Майнцской академии»)
- De fide haereticis. Mainz, 1608 («О вере еретикам»)
- Aphorismi doctrinae calvinistarum ex eorum dictis. Mainz, 1608 («Извлечения из доктрины кальвинистов»)
- Refutatio torturae Torti, seu Contra sacellannm. Anno, 1610
- Privilegia Calvinistarum. Anno, 1611 («Привилегии кальвинизма»)
- Tractatus de Deo et attributis divinis. Anno, 1611 («Трактат о Боге и божественных свойствах»)
- Controversia anglicana de potestate regis et pontificis. Mainz, 1612 («Спор с англиканами о королевской власти и власти понтифика»)
- Theologiae scholasticae. Mainz, 1612 («Схоластическое богословие»)
- Apologia pro judice controversiarum fidei ac religionis. Anno, 1617
- De Republica Ecclesiastica: Libri quatuor Contra Marcvm Antonivm De Dominis… Anno, 1618
- Analogia Veteris et Novi Testamenti. Anno, 1620 («Аналогия между Ветхим и Новым Заветами»)
- Manuale controversiarum huius temporis. Würzburg, 1623 («Руководство в спорах этого времени»).
- Opera omnia, 2 Bände 1630 («Все сочинения»)